# 蔚珍郡
蔚珍郡（ウルジンぐん）は、大韓民国慶尚北道東北部の郡。

## 地理
日本海に面する。南北に長く、北に蔚珍邑、南に平海邑がある。

## 歴史
もともと北の蔚珍、南の平海に2つの行政官が置かれていた。現在の蔚珍郡の枠組みができたのは植民地時代に規模の小さな両郡が統合されて以降である。
古代には高句麗と新羅が争奪した。
朝鮮王朝時代には空島政策をとっていた鬱陵島を平海郡守が管轄した（鬱陵郡参照）。
朝鮮王朝時代・植民地時代には江原道に属していたが、1963年に慶尚北道に属した。

### 年表
- 三国時代 - 高句麗により、現在の蔚珍に于珍也郡（のち于伊郡）、現在の平海に斤乙於県が置かれる。
- 505年 - 新羅の領域に入り、于珍（のち蔚珍）と呼ばれる。
- 757年12月 - 溟州に属し蔚珍郡となる。
- 940年 - 高麗王朝により蔚珍県・平海県が設置される。
- 1413年10月 - 朝鮮王朝が蔚珍県と平海郡を設置。
- 1895年5月 - 江陵府に属し、蔚珍郡・平海郡となる（二十三府制）。
- 1896年8月 - 江原道に属する。
- 1914年
  - 4月1日 - 郡面併合により、平海郡が蔚珍郡に編入。蔚珍郡に以下の面が成立。[2]（8面）
    - 三和面・北面・近南面・遠南面・西面・月松面・温井面・平海面

| 朝鮮総督府令第111号 | |            |                                                                |
| 旧行政区域          | 旧行政区域 | 新行政区域 | 新行政区域                                                     |
| 江原道蔚珍郡        | 下郡面죽진동/현내동/외봉동/내봉동/선제동 일부、지로동/공세동/상토동/하토동/(상군면) 가원동 일부、월변동/홍시동/옥계동/선제동 일부                                                                                         | 三和面     | 연지리、읍남리、읍내리                                         |
| 江原道蔚珍郡        | 上郡面청고동/구만동/성저동/가원동 일부、입석동/대흥동、등명동/아산동/상소차동/도청동、신림동/용제동 일부、외온동/곡해동/상양정동、정림동/백금동/장사동/(원북면) 두정동 일부/당가동 일부、와현동/무월동/고원동/용당동 일부 | 三和面     | 고성리、대흥리、명도리、신림리、온양리、정림리、호월리         |
| 江原道蔚珍郡        | 近北面골장동/초평동/박곡동/송정동 일부、죽변동/봉수동、감대동/범양동/성내동/용장동/화방동/(원북면) 시목동 일부、후당동/송정동 일부/매정동 일부                                                                            | 三和面     | 봉평리、죽변리、화성리、후정리                                 |
| 江原道蔚珍郡        | 近南面 | 近南面     |                                                                |
| 江原道蔚珍郡        | 遠南面 | 遠南面     | 갈면리、금매리、기양리、길곡리、덕신리、매화리、신흥리、오산리 |
| 江原道蔚珍郡        | 遠北面 | 北面       |                                                                |
| 江原道蔚珍郡        | 西面 | 西面       | 광회리、삼근리、소광리、쌍전리、왕피리、전곡리、하원리         |
| 江原道平海郡        | 上里面 | 月松面     | 삼달리、평해리、학곡리                                         |
| 江原道平海郡        | 北下里面 | 月松面     | 오곡리、월송리                                                 |
| 江原道平海郡        | 南下里面 | 月松面     | 거일리、직산리                                                 |
| 江原道平海郡        | 南面 | 月松面     | 금음리、삼율리、후포리                                         |
| 江原道平海郡        | 遠西面 | 温井面     | 선구리、소태리、온정리、외선미리、조금리                       |
| 江原道平海郡        | 近西面 | 温井面     | 광품리、금천리、덕산리、덕인리                                 |
| 江原道平海郡        | 遠北面 | 平海面     | 기성리、망양리、방율리、사동리、삼산리、척산리                 |
| 江原道平海郡        | 近北面 | 平海面     | 구산리、다천리、봉산리、이평리、정명리、황보리                 |
- 9月1日（8面）
  - 平海面が箕城面に改称。
  - 月松面が平海面に改称。

- 1917年11月1日 - 三和面が蔚珍面に改称。（8面）
- 1953年
  - 1月19日 - 平海面に厚浦出張所を設置。
  - 2月13日 - 蔚珍面に竹辺出張所を設置。
- 1963年1月1日（8面）[4]
  - 江原道から慶尚北道に所属が移る。
  - 温井面本新里が英陽郡首比面に編入。
- 1967年5月28日 - 北面に下塘出張所を設置。[5]
- 1979年5月1日 - 蔚珍面が蔚珍邑に昇格。[6]（1邑7面）
- 1980年12月1日 - 平海面が平海邑に昇格。[7]（2邑6面）
- 1983年2月15日 - 西面前谷里の一部が新設の奉化郡石浦面に編入。[8]（2邑6面）
- 1986年4月1日 - 面の増設を実施。（2邑8面）[9]
  - 蔚珍邑竹辺出張所を竹辺面に昇格。
  - 平海邑厚浦出張所を厚浦面に昇格。
- 1994年12月26日 - 西面王避里の一部が英陽郡首比面に編入。[10]（2邑8面）
- 2015年4月21日（2邑8面）[11]
  - 西面が金剛松面に改称。
  - 遠南面が梅花面に改称。
- 2022年3月4日 - 大規模な山火事が発生。金剛松群落地が焼失し、江原道三陟市へと延焼[12]。一週間以上にわたり燃え続けた[13]。

## 気候
- 最高気温極値37.0℃（1995年8月14日）
- 最低気温極値-14.1℃（1981年2月16日）

| 蔚珍郡の気候                                                | 蔚珍郡の気候 | 蔚珍郡の気候 | 蔚珍郡の気候 | 蔚珍郡の気候 | 蔚珍郡の気候 | 蔚珍郡の気候  | 蔚珍郡の気候  | 蔚珍郡の気候  | 蔚珍郡の気候  | 蔚珍郡の気候 | 蔚珍郡の気候 | 蔚珍郡の気候 | 蔚珍郡の気候     |
| 月                                                          | 1月          | 2月          | 3月          | 4月          | 5月          | 6月           | 7月           | 8月           | 9月           | 10月         | 11月         | 12月         | 年               |
| ----------------------------------------------------------- | ------------ | ------------ | ------------ | ------------ | ------------ | ------------- | ------------- | ------------- | ------------- | ------------ | ------------ | ------------ | ---------------- |
| 最高気温記録 °C （°F）                                      | 17.4 (63.3)  | 24.0 (75.2)  | 27.7 (81.9)  | 33.7 (92.7)  | 35.6 (96.1)  | 36.0 (96.8)   | 37.1 (98.8)   | 37.8 (100)    | 35.4 (95.7)   | 29.7 (85.5)  | 27.2 (81)    | 21.4 (70.5)  | 37.8 (100)       |
| 平均最高気温 °C （°F）                                      | 6.5 (43.7)   | 7.9 (46.2)   | 11.8 (53.2)  | 17.2 (63)    | 21.1 (70)    | 23.3 (73.9)   | 26.8 (80.2)   | 27.5 (81.5)   | 24.1 (75.4)   | 20.1 (68.2)  | 14.5 (58.1)  | 8.9 (48)     | 17.5 (63.5)      |
| 日平均気温 °C （°F）                                        | 1.4 (34.5)   | 3.0 (37.4)   | 6.9 (44.4)   | 12.1 (53.8)  | 16.3 (61.3)  | 19.4 (66.9)   | 23.1 (73.6)   | 23.9 (75)     | 20.0 (68)     | 15.1 (59.2)  | 9.3 (48.7)   | 3.6 (38.5)   | 12.8 (55)        |
| 平均最低気温 °C （°F）                                      | −2.9 (26.8)  | −1.6 (29.1)  | 2.1 (35.8)   | 7.1 (44.8)   | 11.8 (53.2)  | 16.0 (60.8)   | 20.3 (68.5)   | 21.1 (70)     | 16.3 (61.3)   | 10.4 (50.7)  | 4.4 (39.9)   | −1.0 (30.2)  | 8.7 (47.7)       |
| 最低気温記録 °C （°F）                                      | −16.1 (3)    | −14.1 (6.6)  | −10.2 (13.6) | −3.0 (26.6)  | 2.8 (37)     | 6.5 (43.7)    | 11.9 (53.4)   | 11.3 (52.3)   | 7.3 (45.1)    | −0.8 (30.6)  | −6.5 (20.3)  | −13.8 (7.2)  | −16.1 (3)        |
| 降水量 mm （inch）                                          | 48.9 (1.925) | 36.9 (1.453) | 56.0 (2.205) | 76.4 (3.008) | 70.5 (2.776) | 104.3 (4.106) | 203.0 (7.992) | 213.0 (8.386) | 181.2 (7.134) | 97.3 (3.831) | 61.0 (2.402) | 33.2 (1.307) | 1,181.7 (46.524) |
| 平均降水日数 （≥0.1 mm）                                    | 5.6          | 5.9          | 8.2          | 7.8          | 8.0          | 9.4           | 13.9          | 13.9          | 11.6          | 6.7          | 6.7          | 4.5          | 102.2            |
| % 湿度                                                      | 50.2         | 54.6         | 60.0         | 62.7         | 70.5         | 80.4          | 83.6          | 84.0          | 80.4          | 69.7         | 60.1         | 50.1         | 67.2             |
| 平均月間日照時間                                            | 200.8        | 189.4        | 209.6        | 223.9        | 232.5        | 196.9         | 166.6         | 175.8         | 171.4         | 198.8        | 183.6        | 201.6        | 2,350.9          |
| 出典：韓国気象庁 (平均値：1991年-2020年、極値：1971年-現在) |              |              |              |              |              |               |               |               |               |              |              |              |                  |

## 行政

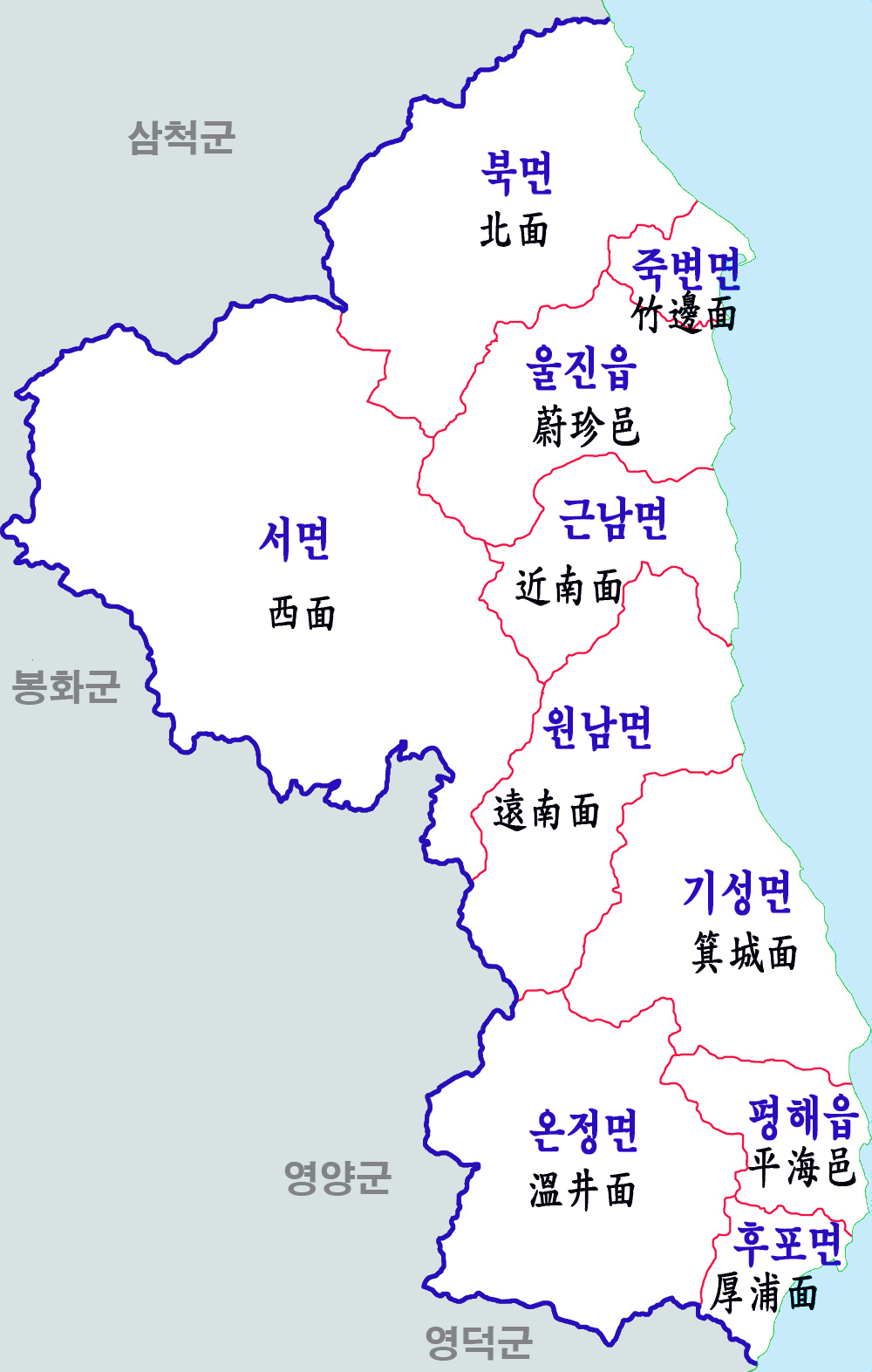
行政区域図

郡庁は蔚珍邑邑内里にある。
| 邑・面   | 法定里                                                                                                 | 世帯数 | 人口   | 面積   |
| -------- | --- | ------ | ------ | ------ |
| 蔚珍邑   | 邑内里、邑南里、蓮池里、温洋里、明道里、古城里、湖月里、井林里、新林里、大興里                         | 5,369  | 13,920 | 81.31  |
| 平海邑   | 平海里、鶴谷里、三達里、梧谷里、月松里、直山里、巨逸里                                                 | 1,664  | 3,439  | 37.19  |
| 竹辺面   | 鳳坪里、竹辺里、花城里、後亭里                                                                         | 3,233  | 6,946  | 18.34  |
| 厚浦面   | 厚浦里、金音里、三栗里                                                                                 | 3,873  | 8,512  | 22.16  |
| 北面     | 剣城里、古木里、羅谷里、徳邱里、徳川里、斗川里、富邱里、沙渓里、上塘里、蘇谷里、新花里、周仁里、下塘里 | 3,130  | 7,301  | 142.06 |
| 近南面   | 九山里、老音里、山浦里、水谷里、守山里、進福里、杏谷里                                                 | 1,493  | 3,020  | 57.83  |
| 梅花面   | 葛綿里、金梅里、基陽里、吉谷里、徳新里、梅花里、新興里、烏山里                                         | 1,337  | 2,541  | 101.54 |
| 金剛松面 | 広回里、三斤里、召光里、双田里、王避里、前谷里、下院里                                                 | 868    | 1,630  | 298.29 |
| 温井面   | 広品里、金川里、徳山里、徳仁里、仙邱里、蘇台里、温井里、外仙味里、操琴里                               | 1,071  | 2,137  | 131.82 |
| 箕城面   | 邱山里、箕城里、茶川里、望洋里、芳栗里、烽山里、沙洞里、三山里、梨坪里、正明里、尺山里、黄堡里         | 1,628  | 2,984  | 98.56  |

### 警察
- 蔚珍警察署

### 消防
- 蔚珍消防署

## 特産物
郡の木はウルジンマツ(朝: 울진소나무）。韓国の天然記念物に指定されている。

姑浦ワカメ、蔚珍ズワイガニ、松茸など

## 交通

### 鉄道
- 東海線
  - 厚浦駅 - 平海駅 - 箕城駅 - 梅花駅 - 蔚珍駅 - 竹辺駅 - 興富駅

## 観光
- 望洋亭
- 越松亭
- 蔚珍鳳坪新羅碑
- 蓮湖亭
- 聖留窟
- 王避川
- 蔚珍金剛松群落地
- 白岩温泉
- 德邱温泉

## 施設
- ハヌル原子力発電所
- 淡水魚展示館
- 蔚珍飛行場

## 姉妹都市

### 姉妹都市
韓国国内
- 京畿道高陽市
  - 2003年5月6日 － 姉妹都市締結
- ソウル特別市陽川区
  - 2003年11月3日 － 姉妹都市締結
- ソウル特別市瑞草区
  - 2007年3月30日 － 姉妹都市締結

韓国国外
- 長白朝鮮族自治県（中華人民共和国吉林省）
  - 2007年10月16日 － 姉妹都市締結